# Teoderikov mavzolej
Teoderikov mavzolej (ital. Mausoleo di Teodorico) je antični spomenik tik pred Raveno v Italiji. Leta 520 našega štetja ga je zgradil Teoderik Veliki, kralj Ostrogotov, kot svojo bodočo grobnico.

## Opis
Mavzolej sledi vzorom rimske arhitekture, kronološko (sredi preseljevanja ljudstev) stoji na prehodu iz pozne antike v predromaniko, kar kaže tudi vzporednice s sodobno zgodnjebizantinsko arhitekturo, zlasti v Ravenskem eksarhatu. Hkrati je mavzolej pomemben osebni dosežek ostrogotskih priseljencev.
Ima desetkoten simetrični tloris s stransko dolžino cca 4,40 m in je sestavljen iz dveh etaž. Notranjost kleti je delovala kot pogrebna komora in je prekrita z obokom. V notranjosti ima kripta štiri niše, razporejene v obliki križa. V eni od niš so vhodna vrata. Obok kripte je bil zgrajen iz primerno klesanih kamnitih blokov in brez fugirne mase.
V zgornjem nadstropju, prav tako desetkotnem, do katerega je mogoče priti le po zunanjem stopnišču in mostu, je kapela s krožnim tlorisom. V niši v vzhodni steni je oltar.
Je iz istrskega kamna, pridobljenih iz kamnoloma, ki je približno 400 kilometrov oddaljen po kopnem. Vmesni strop se naslanja na obokano konstrukcijo kleti, ki je sestavljena iz številnih brezhibno sestavljenih kamnitih blokov in katerih statično stabilnost zagotavlja vstavljanje sklepnega kamna. V literaturi so podane risbe stavbe in njenih prerezov.

### Kletna etaža
V zunanji steni je deset obokanih niš, vsaka meri 2,45 m krat 1,75 metra. Ena od niš vsebuje vhodna vrata v kripto. O namenu preostalih devetih zunanjih niš lahko le ugibamo. Zdi se, da arhitektura mavzoleja postane bolj razumljiva, ko se zastavi vprašanje, kako naj se naredi slikovni prikaz tam pokopanih ljudi. Ker se je Teoderik že prej upodobil v jasno vidnem (kasneje uničenem) mozaiku visoko na južni steni svoje cerkve, Bazilika Sant'Apollinare Nuovo - po zgodovinarjih sedi na konju - je mogoče domnevati, da je imel tudi ustrezno upodobitev samega sebe za mavzolej.
Medtem ko so mozaiki ali stenske slike primernejši za notranjost, so kipi v naravni velikosti najbolj primerni za figurativne upodobitve na pokopališčih. V vsaki od treh nagrobnih niš bi bilo prostora za tri sarkofage, če bi jih postavili vzporedno – tako, da bi bila glava obrnjena proti notranji steni – torej skupaj devet sarkofagov. Ker je na zunanji steni devet obokanih niš, lahko domnevamo, da so bile te prvotno namenjene za namestitev kipov. Strešna kupola in klet kažeta na zunanji strani manj znakov vremenskih vplivov kot del zgornjega nadstropja pod strešno kupolo. Razlog za to je morda v tem, da je bil za del zgornjega nadstropja pod strešno kupolo uporabljen mehkejši kamen, da bi lahko lažje vrezali okenske vzorce na vse strani.
Klet ima pet navpičnih okenskih rež, ki so postavljene precej visoko, so ravne in potekajo skozi zunanjo steno pod oboki zunanjih niš. Nasproti vhodnih vrat, pod okensko režo, je na normalni višini tudi nekoliko širše okno, skozi katerega lahko stoječa oseba gleda na prostor pred grobnico.

### Zgornje nadstropje
V nasprotju z današnjim stanjem so bile stopnice v zgornje nadstropje v prvotnem stanju mavzoleja najverjetneje neposredno pred vhodnimi vrati, torej na zahodni strani. Do zgornjega nadstropja, ki je odmaknjeno, se sedaj dostopa po zunanjem stopnišču, ki vodi do verande, ki poteka okoli stavbe, od koder so dostopna do vhodnih vrat v prostor kapele. Zunanje stopnišče je bilo dozidano leta 1927. Hodnik, ki vodi okoli zgornjega nadstropja, je širok približno 1,30 metra. Vhodna vrata so postavljena tik nad vhodnimi vrati kleti.
Kapelična soba ima oltarno nišo, ki je točno nasproti vhodnih vrat. Oltarna niša je globoka približno 1,20 metra. Na šibki točki, kjer je oltarna niša vgrajena v zid, je bil na zunanji zid pritrjen približno tri metre širok, dva metra visok in 85 centimetrov debel armaturni zid, katerega stranski robovi so skrbno zaobljeni. Kot kažejo fotografije pred prvo svetovno vojno, je bila oltarna niša včasih okno. To je danes zazidano.
Ker danes manjkajo arhitekturni elementi obloge, ki so bili nekoč prisotni na zunanji steni, je ta nišna veranda videti nerodna in neharmonična. Schulz je na rekonstrukcijski risbi, ki je še danes veljavna, kar zadeva le nišno verando, ponazoril, kako bi lahko prvotno izgledal mavzolej na območju nišne verande. Zaradi te in tudi okna, ki je bilo nekoč v njej, se je ambulatorij morda končal levo in desno od nišne verande, tj. torej na tem mestu ne bi smelo biti ograje.
V zgornjem nadstropju je bila talna obloga Verde antico, olivno zelen kamen z zelenkasto belimi in temno zelenimi žilami in vključki, ki so ga v antiki uporabljali za dekorativne namene.
Os simetrije stavbe je približno orientirana od zahoda proti vzhodu; njen kotni odklon od osi vzhod-zahod je okoli 10° v smeri severa. Gradbeni material je tako imenovani istrski apnenec, naravni kamen, ki se je v kasnejših stoletjih tudi pogosteje uporabljal kot gradbeni material v regiji; apnenec je verjetno izviral iz kamnoloma pri današnji vasi Vrsar. Ambulatorij v zgornjem nadstropju je imel arhitekturno oblogo, očitno za okras. Na to kažejo vdolbine, vrezane v zunanjo steno zgornjega nadstropja za namestitev podpornih vložkov in drugih konstrukcijskih elementov. V eno od izrezljanih vdolbinic je še vedno dobro ohranjen podporni vložek. Razdalja od dna galerije do dna podpornega vložka je približno 2,28 metra.
Skice mavzoleja, ki jih je izdelal Giuliano Sangallo v 16. stoletju, kažejo, da so konzolni okrasni elementi, ki štrlijo iz zunanje stene za približno 30 centimetrov, obtežili te podporne vložke, slepa vrata, označena na zunanjih stenah zgornjega nadstropja obokano v območju okvirjev. Izraženo je tudi mnenje, da bi lahko bila loža na obeh polovicah hodnika levo in desno od vhodnih vrat, do apside verande, ki je na zunanji strani slonela na stebrih. Zoper takšne predloge rekonstrukcije, ki vsebujejo celotno ali delno nadgradnjo v obliki arkade ali lože, je Jänecke zatrdil, da so morali graditelji glede na relativno majhno globino umetnih vdolbinic, ki jih najdemo v zunanji steni, uporabili dodatne gradbene pripomočke, ki jih takrat niso mogli imeti. Ker galerija, ki je široka le okoli 1,30 metra, ni namenjena stalnemu bivanju ljudi, je mogoče izključiti predhodno kritino v obliki oboka ali lože.

## Priznanje
Leta 1996 je bil vpisan skupaj s sedmimi drugimi stavbami »zgodnjekrščanskih spomenikov in mozaikov Ravene« kot eno od Unescovih območij svetovne dediščine. Po oceni ICOMOS-a je »pomen mavzoleja v njegovem gotskem slogu in okrasju, ki mu nič ne dolgujeta rimska ali bizantinska umetnost, čeprav uporablja rimsko kamnito tehniko gradnje opus quadratum, ki je bila štiri stoletja pred tem opuščena« in v tem, da je »je edini ohranjen primer kraljeve grobnice tega obdobja«.
- V notranjosti nižji nivo
- Znotraj najvišjega nivoja
- Notranji zgornji nivo z razpokanim strešnim kamnom
- Znotraj zgornjega nivoja široki kot
- Porfirjev sarkofag Teoderika

## Zgodovina raziskav
Robert Heidenreich in Heinz Johannes ter Giuseppe Bovini so objavili verjetno najbolj izčrpno zbirko informacij o zgodovini gradnje mavzoleja Teoderika Velikega doslej. Jänecke je objavil pregled stanja raziskav do leta 1928, v katerem so bili med drugim obravnavani različni predlogi rekonstrukcije Durma, Schulza in Haupta. Te predstavitve se večinoma uporabljajo v nadaljevanju.

## Zgodovina
V latinskem besedilu Anonymus Valesianus je opisano, da si je gotski kralj »se še živ postavil spomenik iz tesanih blokov, za dokončanje katerega je dal najti ogromen kamen« je svoj dvor zgradil kot bodoči mavzolej na pokopališču v predmestju Goten. Vendar očitno pred njegovo smrtjo ni bil v celoti dokončan. Ime gradbenega mojstra ni znano.
Po veroizpovedi je bil Teoderik arijanec. Ko so Bizantinci pod generalom Belizarjem leta 540 osvojili Raveno in je tam prevladala ortodoksno-katoliška duhovščina, so bile sledi Teoderika in arijanstva odpravljene, kolikor je bilo mogoče. Žrtev je bil tudi Teoderikov sarkofag, ki je bil iz mavzoleja odstranjen kot »preklet krivoverec« (ker je bil arijanec).
Predvsem zaradi poplav je bila kripta mavzoleja dolgo časa napol zasuta. V letih 1918-1919 je bila ponovno popolnoma odkrita. Pri izkopavanjih so v bližini mavzoleja odkrili ostanke starodavnih zidov in drugih relikvij, vključno z zlatom okrašen naprsnik.